# 雙帶重牙鯛
雙帶重牙鯛為輻鰭魚綱鱸形目鱸亞目鯛科的其中一種，分布於中東大西洋的維德角群島海域，棲息深度可達100公尺，體長可達35公分，棲息在岩石底質海域，屬雜食性，以藻類、小型無脊椎動物為食，可做為食用魚。